# Озеро Максима
Озеро Макси́ма (якут. Максим күөлэ) — пресноводное озеро на северо-востоке Якутии, в Абыйском улусе. Расположено на Абыйской низменности, в междуречье Уяндины и Индигирки, в 2 км к юго-востоку от озера Арга-Талахтах.
Находится на высоте 31 м над уровнем моря. Площадь озера составляет 25,1 км², площадь водосбора — 44,4 км². Длина озера около 9 км, максимальная ширина в центральной части — 3,3 км.
Имеет лопастную форму с заливами, выдающимися на западе, севере и востоке. Береговая линия значительно изрезана, кроме южного берега. Острова отсутствуют. Берега низкие, поросшие тундровой растительностью, часто заболочены, участками подступает тайга. Холм высотой 69 м возвышается на юге. Соединено протокой с озером Билилях на юго-востоке..
Ближайший населённый пункт, центр наслега село Абый, находится в 5,5 км к северу.